# Vierherrenkrieg
Der Vierherrenkrieg war ein Krieg, der von 1405 bis 1408 innerhalb des Westrichs und des Wasgaus ausgetragen wurde.

## Verlauf
Hauptschauplatz war der Bliesgau. Der Krieg richtete sich vor allem gegen die Stadt Metz aufgrund von Zollstreitigkeiten. Auf Seiten von Metz kämpften Karl von Lothringen und der Bischof von Metz Raoul de Coucy, während die Gegenseite aus Johann von Salm, dem Herrn von Bolchen und Herzog Ludwig von Orléans bestand. Auch waren Friedrich III. von Saarwerden und Philipp I. von Nassau in den Konflikt involviert.
Im Kriegsverlauf wurden die Burgen Altdahn (1406) und Neudahn (1408) in Mitleidenschaft gezogen. Die Stadt Metz ging aus dem Krieg als Sieger hervor, jedoch blieben Folgen für die Gegenseite aus.